# Lie to Me (Tate McRae e Ali Gatie)
Lie to Me è un singolo dei cantanti canadesi Tate McRae e Ali Gatie, pubblicato il 14 ottobre 2020 come terzo estratto dal secondo EP di Ali Gatie The Idea of Her.

## Video musicale
Il video musicale, uscito in concomitanza con il brano, è stato girato a Calgary.

## Tracce
Testi e musiche di Tate McRae, Ali Gatie, Eirik Gjendemsjø, Emily-Madelen Harbakk, Lise Reppe, Manon van Dijik, Marthe E. Strand, Nicolay Øverland e Victor Karlsen.
1. Lie to Me – 2:57

## Formazione
Musicisti
- Tate McRae – voce
- Ali Gatie – voce

Produzione
- Bad One – produzione
- Mark Nilan – produzione
- Nicolay Øverland – produzione
- Nova Blue – produzione
- Kkami – produzione
- Dave Kutch – mastering
- John Rausch – missaggio

## Classifiche
| Classifica (2020) | Posizione massima |
| ----------------- | ----------------- |
| Canada            | 76                |